# Quinta de Vila Meã
A Quinta de Vila Meã está situada próximo da Rotunda de Campanhã (acesso para a Via de Cintura Interna - VCI), a Quinta de Vila Meã foi construída e habitada pela família Vieira entre os séculos XIV e XIX.
Em 1866 foi vendida a José Joaquim Pereira de Lima. Nessa altura a quinta dividia-se em Casal de Baixo e Casal de Cima que, no seu conjunto, englobavam: casa nobre, capela dedicada a Nossa Senhora dos Anjos, jardins, pomar, lago, casas para caseiros e ainda mais de vinte e cinco propriedades, que iam de Godim ao Fojo, incluindo Lameira, Corujeira, Monte Escoural e Bonjóia.
Por volta de 1920 a Quinta de Vila Meã foi vendida à família Mitra, razão pela qual é também conhecida por Quinta da Mitra e a Rotunda de acesso à VCI também é conhecida por Rotunda da Mitra.
Grande parte dos terrenos onde antes era a quinta são hoje ocupados pela VCI e pela linha de caminhos de ferro.
A quinta é agora propriedade da Câmara Municipal do Porto que construiu nos seus terrenos um bairro social de casa pré-fabricadas (o bairro da mitra) nos anos 80.